# Джилиън Рубинщайн
Джилиън Рубинщайн (на английски: Gillian Rubinstein) е австралийска писателка от Великобритания, авторка на бестселъри в жанровете научна фантастика и фантастичен трилър, както и на литература за деца и юноши. Пише и под псевдонима Лиан Хърн (на английски: Lian Hearn) в творчеството си за възрастни.

## Биография и творчество
Джилиън Маргарет Рубинщайн е родена на 29 август 1942 г. в Потън Енд, Бъркхамстед, графство Хартфордшир, Англия, в семейството на химика Томас Кенет и съпругата му Маргарет Джослин Хенсън. Има по-голяма сестра. Израства в селата Потън Енд и Дрейтън в Хартфордшир и в Уайтпариш, в Уилтшър. Баща им умира, когато тя е на 14 години, но и оставя, спомени свързани с любовта към книгите. Майка се омъжва повторно и семейството се мести в Нигерия. За да продължи образованието си, постъпва в училището-интернат „Кралица Ана“ в Рединг, а през ваканциите ходи до Нигерия.
Джилиън от много малка обича да чете и се увлича особено по книгите за митове и легенди, исторически романи и биографии, и приключенски романи. Поради връзката ѝ с Нигерия в училище харесва да учи чужди езици. Това я насочва да учи испански и френски, в Оксфордския университет, който завършва с отличие и бакалавърска степен по съвременни езици през 1964 г. В университета започва да учи и японски език.
Омъжва се за първия си съпруг Йон Уил. Бракът обаче не е сполучлив и по-късно се развеждат.
След дипломирането си първоначално през 1964 – 1965 г. работи като научен сътрудник към Лондонското училище по икономика. От 1965 г. е административен служител в Съвета на Голям Лондон. През 1969 г. става редактор във фирмата „Том Стейси“ ООД в Лондон. От 1971 г. до 1973 г. е журналист на свободна практика и филмов критик.
През 1973 г. завършва следдипломна квалификация в колежа „Стокуел“ в Лондон. Същата година се омъжва за Филип Ели Рубинщайн, здравен педагог, и двамата се преместват в Австралия. Там ражда и отглежда децата си – Мат (1974), Теса (1977) и Сузана (1979). От 1981 г. се установяват в Южна Австралия.
В началото на 1980-те години, докато отглежда децата си, Джилиън започва да пише произведения за тях. Постепенно това я увлича и тя започва да пише романи. През 1986 г. излиза научнофантастичната ѝ трилогия за юноши „Космически демони“. Тя става изключително популярна и дава възможност на Джилиън да продължи кариерата си на писател.
В ранното си творчество Джилиан Рубинщайн пише детско-юношеска литература и пиеси за деца. През 1989 г. е сценарист в театър „Magpie“, където поставя първата си пиеса. В следващите години години има редица успешни разкази и романи, сред които могат да се отбележат „At Ardilla“ (1991), „Foxspell“ (1994) и особено признатия и ценен от критиката „Galax-Arena“ (1992).
Успехът на произведенията ѝ я прави много популярна в Австралия и тя е постоянен гост-лектор на фестивалите на писателите. От 1995 до 1998 г. е член на съвета на Австралийския литературен фонд. През 1998 г. е гост-преподавател в английска гимназия в Хонг Конг.
Джилиан Рубинщайн има космополитен дух и обича историята, като акцентира на Япония, чиято митология, традиции и език изучава и проучва от десетилетия. Прави много пътувания до Япония, да прави проучвания и живее за кратко в префектура Ямагучи през 1999 г. като получател на стипендия от „Asialink“.
В резултат на целия интерес през 2001 г. тя издава първия си роман „Заговорът“ от поредицата фантастични трилъри „Кланът Отори“. Действието се развива в измислена нация на остров, наподобяващ феодална Япония, като с впечатляващи тънкости описват традициите и характерите в Страната на изгряващото слънце.
Тъй като новите и романи вече са за възрастната аудитория тя ги пише под псевдонима Лиан Хърн. Предполага се, че псевдонимът „Лиан Хърн“ идва от няколко източника. „Лиан“ е детското съкращение на първото и име, а „Хърн“ е наименованието на чаплите (herons), които са важна част от персонажа на серията. Според критиката псевдонима може да е заимстван и от името на Лафкадио Хърн (1850 – 1904), един от първите западни автори, които се обръщат в творчеството си към японската митология.
Освен серията „Кланът Отори“ Джилиан Рубинщайн пише още две кратки серии романи. Сред популярните ѝ творби е и „Любов по време на цъфтежа“ от 2011 г., в която се разказва съдбата на млада жена през 1857 г., времето, в което Япония се разделя с консерватизма си и се отваря към света, време на сблъсъци между старото и новото, време на интриги и любовни истории.
Джилиан Рубинщайн живее в Гулво, в устието на река Мъри, Южна Австралия със съпруга си Филип. Обича да се разхожда по плажа и да наблюдава птиците, да плува, да поддържа градината си, да чете и да гледа филми. Синът и Мат Рубинщайн също е писател на съвременни романи.

## Произведения

### Като Джилиън Рубинщайн

#### Серия „Космически демони“ (Space Demons)
1. Space Demons (1986)
2. Skymaze (1986)
3. Shinkei (1986)

#### Самостоятелни романи
- Melanie and the Night Animal (1988)
- Answers to Brut (1988)
- Beyond the Labyrinth (1988)
- Flashback: The Amazing Adventures of a Film Horse (1990)
- At Ardilla (1991)
- The Giant's Tooth (1993)
- Foxspell (1994)
- The Pirates' Ship (1998)
- Under the Cat's Eye: A Tale of Morph and Mystery (1998)
- The Fairy's Wings (1998)
- Pure Chance (2004)

#### Серия „Джоела, Питър и Лиан“ (Joella, Peter and Liane)
- Galax-Arena (1992) – с многократни номинации за различни награди
- Terra Farma (2001)

#### Серия „Джейк и Пийт“ (Jake and Pete)
1. Jake and Pete (1995)
2. Jake and Pete and the Stray Dogs (1997)
3. Jake and Pete and the Catcrowbats (1999)
4. Jake and Pete and the Magpies' Wedding (2000)

#### Пиеси
- Alice in Wonderland (1989)
- New Baby (1989)
- Melanie and the Night Animal (1990)
- Paula (1992)
- Galax-Arena (1994)
- Wake Baby (1996)
- Each Beach (1997)
- Jake and Pete (1997)
- Moon Play (2004)

#### Сборници разкази
- Annie's Brother's Suit and Other Stories (1996)

#### Детски книги с илюстрации
- Dog In, Cat Out (1991)
- Mr Plunkett's Pool (1996)
- Sharon, Keep Your Hair on (1996)

### Като Лиан Хърн

#### Серия „Кланът Отори“ (Tales of the Otori)
1. Across the Nightingale Floor (2002)
Заговорът, изд.: ИК „Труд“, София (2006), прев. Людмила Левкова
2. Grass for His Pillow (2003)
Пророчеството, изд.: ИК „Труд“, София (2006), прев. Людмила Левкова
3. Brilliance of the Moon (2004)
Възмездието, изд.: ИК „Труд“, София (2006), прев. Людмила Левкова
4. The Harsh Cry of the Heron (2006)
Разгромът, изд.: ИК „Труд“, София (2007), прев. Людмила Левкова
5. Heaven's Net is Wide (2007)
Началото, изд.: ИК „Труд“, София (2008), прев. Людмила Левкова

- Сага за клана Отори, изд.: ИК „Труд“, София (2008) – сборник

#### Серия „Трева за неговата възглавница“ (Grass For His Pillow)
1. Lord Fujiwara's Treasures (2005)
2. The Way Through The Snow (2005)

#### Серия „Блясъкът на Луната“ (Brilliance of the Moon)
1. Battle for Marnyama (2006)
2. Scars of Victory (2006)

#### Серия „Сага за Шиканоко“ (Tale of Shikanoko)
1. Emperor of the Eight Islands (2016)
Императорът на осемте острова, изд.: ИК „Труд“, София (2007), прев. Жана Тотева (Включва книги 1. и 2.)
2. Autumn Princess, Dragon Child (2016)
3. Lord of the Darkwood (2016)
Властелинът на тъмната гора, изд.: ИК „Труд“, София (2007), прев. Жана Тотева (Включва книги 3. и 4.)
4. The Tengu's Game of Go (2016)

#### Самостоятелни романи
- Blossoms and Shadows (2011)
Любов по време на цъфтежа, изд.: ИК „Труд“, София (2011), прев. Жана Тотева
- The Storyteller and his Three Daughters (2014)

#### Новели
- His Kikuta Hands (2015)